# Calyptromyia stupenda
Calyptromyia stupenda är en tvåvingeart som beskrevs av Dear 1981. Calyptromyia stupenda ingår i släktet Calyptromyia och familjen parasitflugor.
Artens utbredningsområde är Madagaskar. Inga underarter finns listade i Catalogue of Life.